# Ray of Light (album Madonna)
Ray of Light è il settimo album in studio della cantante statunitense Madonna, pubblicato il 22 febbraio 1998 in Giappone, 27 febbraio in Italia e altri paesi europei, 3 marzo negli USA dalla Maverick Records e dalla Warner Bros. Records.
Dopo aver messo al mondo la sua prima figlia, Lourdes, Madonna iniziò a lavorare sull'album con i produttori Babyface e Patrick Leonard ma, a seguito di alcune sessioni non andate a buon fine, decise di intraprendere una nuova direzione musicale con il produttore William Orbit. La registrazione dell'album durò quattro mesi, durante i quali si presentarono spesso problemi con l'hardware Pro Tools di William Orbit, che ritardarono i tempi di registrazione.
Ray of Light, che segnò un distacco dai lavori precedenti, è un disco elettronico che assimila diversi generi musicali, tra cui la musica techno, la trance, il trip hop, il drum and bass, la musica ambientale, il rock e la musica classica. Da un punto di vista vocale la popstar utilizza una più ampia estensione vocale che in passato. Nei testi sono presenti molti temi mistici, frutto dell'avvicinamento di Madonna alla Cabala ebraica, al suo studio dell'induismo e del buddhismo, e alla pratica quotidiana dello yoga.
L'album ricevette pareri favorevoli da parte dei critici, i quali lodarono la nuova direzione musicale dell'artista e i suoi toni più maturi, e apprezzarono il miglioramento delle qualità vocali della cantante. Ray of Light vinse quattro Grammy Award su un totale di sei nomination e fu un grande successo commerciale, raggiungendo la posizione numero uno in molti paesi, tra cui Australia, Canada, Germania e Regno Unito, esordendo nella classifica generale di Billboard alla posizione numero due e vendendo oltre 20 milioni di copie in tutto il mondo.
Ne furono estratti cinque singoli, tra cui Frozen e Ray of Light, che diventarono dei successi internazionali. I critici reputarono l'album come uno dei migliori dischi di tutti i tempi e posero l'accento sulla forte influenza che l'album ebbe sulla musica popolare.

## Storia
Dopo la pubblicazione della raccolta Something to Remember (1995), Madonna iniziò a prendere lezioni di canto in preparazione per il suo ruolo nel film Evita (1996). Nello stesso periodo diede alla luce la sua primogenita, Lourdes. Secondo la cantante, questi avvenimenti ispirarono in lei un processo di introspezione: «questo rappresentò per me un grande stimolo, perché mi portò a ricercare le risposte a delle domande che non mi ero mai fatta prima» rivelò la cantante nel 2002, durante una intervista per la rivista Q. Nello stesso periodo Madonna iniziò a interessarsi alla cabala ebraica, a studiare l'induismo e lo yoga; secondo la cantante, questo la aiutò a guardare oltre sé stessa e vedere il mondo da una prospettiva diversa. Le lezioni di canto rappresentarono un altro fattore importante, perché favorirono la produzione del disco: Madonna sentiva che una parte della sua voce non era stata ancora utilizzata e decise di esplorarla nella produzione dell'album. A maggio del 1997, Madonna aveva già scritto le prime canzoni dell'album, iniziando la collaborazione con Babyface, con cui aveva già collaborato per la produzione dell'album Bedtime Stories. Tuttavia, dopo aver composto un paio di canzoni, la cantante decise di abbandonare la collaborazione con quest'ultimo, dato che le canzoni prodotte erano simili a Take a Bow e lei voleva dare una direzione diversa alla sua musica e quindi non ripetersi.
Quindi scelse di collaborare con Patrick Leonard, storico collaboratore della cantante, principalmente per gli album True Blue e Like a Prayer. Tale collaborazione portò alla produzione di sette canzoni in nove giorni, ma la maggior parte di loro non riflettevano la direzione musicale elettronica dell'album e sono state scartate. Solo tre di esse furono inserite nell'album: The Power of Good-Bye, To Have and not to Hold e Little Star. Madonna riteneva che la produzione di Leonard avrebbe dato all'album una vibrazione che ricordava le canzoni di Peter Gabriel, e non era quello a cui aspirava. Quindi, per la produzione finale del disco, Madonna scelse come nuovo collaboratore il musicista e produttore discografico britannico William Orbit, che dopo che quest'ultimo le propose alcune tracce a richiesta della cantante, ne rimase impressionata e iniziò subito a lavorare con lui. La loro collaborazione è il principale motivo del tocco ambient prevalente nelle tracce dell'album. Alla produzione del disco si aggiunse anche l'autore inglese Rick Nowels, il quale collaborò con artisti come Stevie Nicks e Céline Dion.

## Titolo e copertina
Secondo la portavoce Liz Rosenberg, Madonna pensò di intitolare l'album Mantra, che considerava un titolo "molto figo". Tuttavia, Madonna decise di cambiare il titolo in Ray of Light perché fino ad allora gli album portavano il titolo di una canzone dell'album. Per quanto riguarda la grafica, Madonna dopo anni in cui aveva esibito un'immagine patinata, da femme fatale, per Ray of Light adottò un'immagine new age, anche semplice e sobria. Il servizio fotografico dell'album venne scattato dal fotografo peruviano Mario Testino, che collaborò in passato con Madonna per la campagna di Versace. Madonna rimase colpita dall'espressione naturale che il fotografo era riuscito a cogliere in quell'occasione, così Madonna decise di ingaggiarlo per gli scatti dell'album.
In copertina Madonna indossa un abito in PVC azzurro della collezione invernale 1998/99 di Dolce & Gabbana.

## Brani
La canzone che apre il disco è Drowned World/Substitute for Love, una ballata downtempo ispirata alla musica jungle, drum and bass e trip hop. Il titolo della canzone si ispira al romanzo post-apocalittico Il mondo sommerso di J. G. Ballard. Nella canzone, scritta insieme a William Orbit, Rod McKuen, Anita Kerr e David Collins, la cantante parla della sua carriera e di come tutta la sua vita sia stata dominata da contingenze materiali, tristezza, vuoto e superficialità e di come la presenza della figlia abbia riscattato la sua esistenza, facendola approdare ad una visione più complessa dell'esistenza, in cui ciò che conta è l'aspetto più profondo e spirituale del vivere[2][3]. Nel testo Madonna critica se stessa, ammettendo di avere in passato "barattato l'amore con la fama".
Swim, la seconda canzone dell'album, ha un tono spirituale.
Ray of Light è il terzo brano e il secondo singolo estratto dall'album, è una canzone dance-pop elettronica up-tempo, che contiene forti influenze techno e della musica trance. Incorpora anche elementi di musica rock, con un importante riff di chitarra elettrica. La melodia ha al suo interno anche diversi effetti sonori, tra cui fischi e bip.
Candy Perfume Girl ha un intro grunge e abbina suoni post-moderni con il suono della vecchia chitarra elettrica.
Nel brano Skin Madonna canta "Ti ho conosciuto da qualche parte? ... Perché ogni cosa che dico suona come le stupide cose che ho già detto?" accompagnata dal ritmo di un'orchestra elettronica.
La sesta canzone Nothing Really Matters è un brano dance up-tempo che contiene influenze della musica techno.
Sky Fits Heaven mette in primo piano gli studi spirituali di Madonna e la nascita della figlia Lourdes. Le prime strofe del testo ("Sky fits heaven so ride it" / "Child fits mother so hold your baby tight") sono ispirate alla poesia What fits? del poeta Max Blagg.
Il brano Shanti/Ashtangi ha un adattamento del testo tratto da Yoga Taravali di Shankra Charyacantata ed è cantato interamente in sanscrito.
Frozen, nona traccia nonché primo estratto dell'album, è una ballata elettronica mid-tempo, che possiede un suono a più livelli, arricchito da sintetizzatori e archi. La canzone contiene inoltre qualità ambientali, un ritmo di danza moderato durante il ritornello e influenze techno alla fine della canzone. La voce di Madonna manca di vibrato e è stata messa a confronto con la musica medievale. Il testo della canzone parla di un uomo freddo e privo di emozioni; tuttavia, la canzone ha un profondo sottotesto.
The Power Of Good-Bye, pubblicata come quarto singolo dell'album, è una ballata il cui testo medita sulla perdita e il desiderio.
To Have and Not to Hold tratta il tema di un amore lontano con musicalità che ricordano la bossa nova brasiliana. Sebbene sia stata la prima canzone composta per l'album, è stata inserita nella tracklist all'ultimo momento, a discapito di Has To Be.
Little Star è dedicata alla figlia Lourdes.
Mer Girl è una meditazione surreale sul tema della mortalità e della madre defunta. Nella canzone canta: "ho sentito l'odore della sua carne ardente / delle sue ossa putrefatte / la sua decomposizione / ho corso e ho corso / sto ancora correndo".
Dal punto di vista dei testi, i brani raccontano il cambiamento di Madonna avvenuto grazie alla nascita della figlia e alla scoperta delle religioni orientali come l'Induismo, il Buddhismo e la Kabbalah.
La versione giapponese dell'album Ray of Light è stata pubblicata con l'aggiunta del brano Has To Be.

### Outtake e demo
- Gone Gone Gone (Madonna, Rick Nowels): il brano fu inciso quando ancora William Orbit non era entrato a far parte della produzione e fu poi scartato dalla tracklist dell'album. Il demo è trapelato su Internet nel 2002;
- Like A Flower (Madonna, Rick Nowels): il demo è trapelato in rete nel 2003. Nel 2004 questa canzone fu ceduta a Laura Pausini, che la incise in italiano con il titolo Mi abbandono a te e la pubblicò sul suo album Resta In Ascolto (e nella versione spagnola dell'album Escucha con il titolo Me abandono a ti);
- Revenge (Madonna, Rick Nowels): un'altra collaborazione con Nowels per l'album Ray Of Light prima dell'intervento di Orbit nel progetto. Il demo è trapelato in rete nel 2002;
- No Substitute For Love (Madonna, Patrick Leonard): è la prima versione di quella che sarebbe poi diventata Drowned World/Substitute For Love. Il testo è sostanzialmente uguale alla versione definitiva, mentre l'arrangiamento è diverso e molto più lento. Madonna compose questo brano con il suo storico collaboratore Patrick Leonard, ma poi lo rielaborò completamente con William Orbit. Il demo è trapelato in internet nel 2002.

## Promozione
Madonna promosse il disco esibendosi in varie emittenti televisive, sia americane che europee: il primo singolo estratto da Ray of Light è stato Frozen, ballata elettronica dalle contaminazioni world music, che ben attesta l'ennesima metamorfosi di Madonna, anche dal punto di vista dell'immagine grazie al suggestivo video girato da Chris Cunningham. Fu presentato in anteprima mondiale in Italia al Festival di Sanremo, quell'anno condotto da Raimondo Vianello con Veronica Pivetti ed Eva Herzigova; Madonna per la performance è stata vestita dallo stilista belga Olivier Theyskens in un abito nero e con mani dipinte. Si fece intervistare anche da Fabrizio Frizzi.

## Tour
Madonna abbandonò l'idea di andare in tour quando nel 1999 decise di recarsi nuovamente in studio per registrare ancora: il risultato fu Music, uscito nel 2000. Solo nel 2001, con il Drowned World Tour, furono presentati principalmente i brani tratti da Ray of Light e Music.

## Accoglienza
Ray of Light ha venduto oltre 20 milioni di copie, ha ricevuto anche ottime critiche, ha vinto quattro Grammy Awards, incluso il premio "Miglior album pop dell'anno", e negli USA è stato certificato 4 volte disco di platino.
Nel 2003 è stata stilata una classifica da Rolling Stone in cui Ray of Light occupa il 363º posto dei 500 migliori album di tutti i tempi.
Nel 2011 è stata stilata un'altra classifica da Rolling Stone, dove Ray of Light occupa il 28º posto dei 100 migliori album degli anni novanta.

## Tracce
1. Drowned World/Substitute for Love – 5:10 (Madonna, William Orbit, Rod McKuen, Anita Kerr, David Collins)
2. Swim – 5:00 (Madonna, William Orbit)
3. Ray of Light – 5:20 (Madonna, William Orbit, Clive Muldoon, Dave Curtis, Christine Leach)
4. Candy Perfume Girl – 4:35 (Madonna, William Orbit, Susannah Melvoin)
5. Skin – 6:20 (Madonna, Patrick Leonard)
6. Nothing Really Matters – 4:30 (Madonna, Patrick Leonard)
7. Sky Fits Heaven – 4:50 (Madonna, Patrick Leonard)
8. Shanti/Ashtangi – 4:30 (Madonna, William Orbit)
9. Frozen – 6:10 (Madonna, Patrick Leonard)
10. The Power of Good-Bye – 4:10 (Madonna, Rick Nowels)
11. To Have and Not to Hold – 5:20 (Madonna, Rick Nowels)
12. Little Star – 5:20 (Madonna, Rick Nowels)
13. Mer Girl – 5:30 (Madonna, William Orbit)

Traccia bonus dell'edizione giapponese
1. Has to Be – 5:15 (Madonna, William Orbit, Patrick Leonard)

Campionamenti
- Drowned World/Substitute for Love contiene un campionamento di Why I Follow the Tigers, eseguita dalla band San Sebastian Strings.
- Mer Girl contiene un campionamento di Space eseguita da Gábor Szabó.

## Formazione
- Madonna – produzione, voce e testi
- William Orbit – produzione, sintetizzatori e chitarre
- Patrick Leonard – produzione e accordi
- Anatre Mark, Jon Ingoldsby, Patrick McCarthy, Dave Reitz, Matt Silva – ingegneri del suono
- Bradford Mike – programmazione
- Ted Jensen – masterizzazione e missaggio
- Suzie Katayama – driver
- Craig Armstrong – accordi
- Donna De Lory, Niki Haris – cori
- Marc Moreau – chitarra
- Marius de Vries – programmazione e tastiere
- Gerrand Fergus – batteria e percussioni
- Steve Sidelnyk – programmazione batteria
- Pablo Cook – flauto
- Mario Testino – fotografia
- Kerosene Halo – progettazione artistica
- Kevin Reagan – progettazione e direzione artistica

## Classifiche
| Paese             | Posizione massima (1998) |
| ----------------- | ------------------------ |
| Australia         | 1                        |
| Austria           | 2                        |
| Belgio (Fiandre)  | 1                        |
| Belgio (Vallonia) | 2                        |
| Canada            | 1                        |
| Danimarca         | 23                       |
| Finlandia         | 1                        |
| Francia           | 2                        |
| Italia            | 1                        |
| Norvegia          | 1                        |
| Nuova Zelanda     | 1                        |
| Paesi Bassi       | 1                        |
| Regno Unito       | 1                        |
| Spagna            | 76                       |
| Stati Uniti       | 2                        |
| Svezia            | 2                        |
| Svizzera          | 1                        |

### Classifiche di fine anno
| Classifica (1998) | Posizione |
| ----------------- | --------- |
| Canada            | 10        |
| Italia            | 15        |
| Paesi Bassi       | 4         |

### Classifiche di fine decennio
| Classifica (1990-1999) | Posizione |
| ---------------------- | --------- |
| Austria                | 30        |

### Classifiche di tutti i tempi
| Classifica     | Posizione |
| -------------- | --------- |
| Belgio Fiandre | 70        |
| Paesi Bassi    | 29        |
| Svezia         | 55        |